# Alternança elèctrica
Les alternances elèctriques són un fenomen electrocardiogràfic d'alternança de l'amplitud a l'eix del complex QRS entre batecs i una possible línia de base erràtica. S'observa en el taponament cardíac i el vessament pericàrdic greu i es creu que està relacionat amb canvis en l'eix elèctric ventricular a causa de la presència de líquid al pericardi, ja que el cor trontolla essencialment dins del sac pericàrdic ple de líquid.
L'ecocardiograma del cor demostra un balanç característic juntament amb la tensió alterna a l'ECG.
En general, es poden observar alternances elèctriques amb taponament i taquicàrdia de reentrada de la unió AV estreta amb una via accessoria (com la síndrome de WPW). Un fenomen similar, pseudo-alternans, es pot observar en el PVC bigeminal (contracció ventricular prematura) a l'interval PR, la pre-excitació d'alternància i el bloc de branques d'alternància. En la seva majoria, però, la condició més greu a descartar és el taponament.
Les alternances elèctriques amb taquicàrdia sinusal són un signe molt específic d'un gran vessament pericàrdic. Això es deu al moviment de balanceig del cor a la cavitat pericàrdica que provoca una variació ritme a batec en l'eix QRS i l'amplitud. Els pacients amb taponament cardíac i compromís hemodinàmic s'han de fer pericardiocentesi d'urgència.